# Gregory Benford
Gregory Benford (Mobile, Alabama, 30 de enero de 1941) es un físico y escritor de ciencia ficción estadounidense.
Doctorado en física por la universidad de California y profesor de astrofísica en el Departamento de Física y Astronomía de la Universidad de California, Irvine. Desde 1988 pertenece al Consejo científico de consultores de la NASA.
Pero la actividad que le ha reportado más fama mundial ha sido, la de escritor de ciencia ficción, tarea que comparte con su trabajo docente desde que en 1974 publicara su primer relato Si las estrellas son dioses en colaboración con Gordon Eklund, y que le valió el premio Nébula. Posteriormente lo convertiría en su primera novela, pero su salto definitivo a la fama lo dio con Cronopaisaje (1980), ganadora de los premios Nébula, John W. Campbell Memorial, BSFA y Ditmar australiano.
Benford, junto a sus compañeros David Brin y Greg Bear han sido acaparadores de premios y menciones durante la década de los ochenta. Por su semejanza de temas y estilos, han sido conocidos como "las tres B de la ciencia ficción". Esta fama les valió ser elegidos a finales de la década de los noventa para continuar la mítica saga Fundación de Isaac Asimov, en la llamada Segunda Trilogía de la Fundación, de la que Benford realizó el primer volumen titulado El temor de la Fundación (1997). El desigual resultado de estas novelas le ha valido no pocos detractores.
Su obra más ambiciosa son las seis novelas del Ciclo del Centro Galáctico. Benford describe la evolución de la humanidad durante un periodo de decenas de miles de años en una galaxia marcada por la lucha permanente entre civilizaciones orgánicas y civilizaciones mecánicas. Usa la idea de "berserker": civilización mecánica que intenta destruir sistemáticamente toda civilización orgánica por creerla peligrosamente inestable. Esta serie de ambiciosas novelas han sido comparadas con las de Olaf Stapledon.
Es de notoriedad su "ley de la controversia" formulada en la multipremiada Cronopaisaje (1980), donde propone que "La pasión asociada a una discusión es inversamente proporcional a la cantidad de información real disponible."

## Estilo
Benford es uno de los máximos exponentes de la ciencia ficción dura: sus obras Cronopaisaje (1980) y el Ciclo del Centro Galáctico se encuentran entre las más emblemáticas de este género. La mayoría de las novelas del Ciclo del Centro Galáctico se desarrollan en una esfera de unas decenas de años luz alrededor del agujero negro central de nuestra galaxia, y son extremadamente fieles a los últimos descubrimientos astrofísicos, tales como los discos de acreción o los chorros de materia). Sin embargo, no abandona el punto de vista literario, e intenta dotar a sus obras con cierta estructura formal y con un complejo tratamiento de los personajes.

## Obras
Novelas
- Ciclo del Centro Galáctico

1. En el océano de la noche (1976)
2. A través del mar de soles (1986)
3. Gran río del espacio (1987)
4. Mareas de luz (1989)
5. Abismo frenético (1994)
6. Navegante de la luminosa eternidad (1995)

- Sudario de estrellas (1970)
- Si las estrellas son dioses (1977) (en colaboración con Gordon Eklund)
- Cronopaisaje (1980)
- Contra el infinito (1983)
- Artefacto (1985)
- El corazón del cometa (1986) (con David Brin)
- Gran Río del Espacio (1990)
- Tras la Caída de la Noche (1992, con Arthur C. Clarke)
- Man-kzin Wars VI (1994, con Larry Niven)
- A Darker Geometry (1996, con Larry Niven)
- El temor de la Fundación (1997) (Segunda trilogía de la Fundación, junto con Greg Bear y David Brin)
- Cosmo (1998)
- Eater (2000)
- Human Being (2003)
- Beyond the Infinity (2004)
- The sunborn (2005)

Colecciones de relatos
- En carne alienígena (1988)

Relatos
- La pulsación (basado en el relato 'Continuidad de los parques' del libro Final del juego de Julio Cortázar)
- Más profundo que la oscuridad
- Criaturas blancas
- Ser Lennon